# Wojciech Ruszkowski
Wojciech Ruszkowski (Lemberg, Oostenrijk-Hongarije 29 mei 1897 – Krakau 29 december 1976) was een Pools acteur.

## Biografie
Ruszkowski werd geboren in in Lemberg, in het toenmalige Oostenrijk-Hongarije, het tegenwoordige Lviv in Oekraïne. na de middelbare school te hebben afgerond diende hij vrijwillig in het Poolse leger, en nam deel aan de verdediging van Lviv. In 1919 raakte hij gewond. hij volgde daarop een studie  aan de afdeling drama van het Conservatorium in Warschau waar hij in 1924 afstudeerde. vanaf 1924 speelde hij in diverse theaters in Polen, maar ook in Wenen en Salzburg alsmede in een tiental filmproducties. 
Ruszkowski ging in 1974 met pensioen en overleed twee jaar later op 79-jarige leeftijd in Krakau.

## Filmografie (selectie)
- 1966: Ściana czarownic als professor Karol Janicki
- 1940: Sportowiec mimo woli als een hotel detective "Dżems"
- 1937: Dyplomatyczna żona als Jan Wolski
- 1935: Manewry miłosne
- 1935: Dwie Joasie als Michał Grubski, vriend van Rostalski
- 1934: Śluby ułańskie als kapitein Jakubek
- 1934: Kocha, lubi, szanuje
- 1934: Co mój mąż robi w nocy? als Walery, verloofde van Kasia
- 1933: Prokurator Alicja Horn

- Nationale Bibliotheek van Polen: a0000002771351
- Virtual International Authority File: 317287235